# Лавалампи
Лавалампи — пресноводное озеро на территории Гирвасского сельского поселения Кондопожского района Республики Карелии.

## Общие сведения
Площадь озера — 2 км². Располагается на высоте 101,3 метров над уровнем моря.
Форма озера продолговатая: оно более чем на пять километров вытянуто с ССВ на ЮЮЗ. Берега каменисто-песчаные, местами заболоченные.
Через озеро течёт река Суна.
В озере более двух десятков безымянных островов различной площади, рассредоточенных по всей площади водоёма.
Населённые пункты и автодороги вблизи водоёма отсутствуют.
Код объекта в государственном водном реестре — 01040100211102000018170.